# Grã-Bretanha nos Jogos Olímpicos de Verão de 1908
O Reino Unido foi a nação sede dos Jogos Olímpicos de Verão de 1908, que aconteceu em Londres. Os britânicos ficaram em primeiro lugar no número de medalhas recebidas